# Terminal Access Controller Access Control System Plus
TACACS+ (ang. Terminal Access Controller Access Control System Plus) – protokół umożliwiający uruchomienie i zarządzanie zewnętrznym serwerem uwierzytelniania (np. kontrola dostępu do sieci ruterów, serwerów dostępu za pośrednictwem jednego (lub więcej) centralnego serwera). Zapewnia oddzielne uwierzytelnianie, autoryzację czy usługi katalogowe.
Opracowany na podstawie TACACS, jednak jest niezgodny wstecz. TACACS+ i RADIUS powszechnie zastąpił starsze protokoły. Jednak w starszych sieciach TACACS oraz XTACACS są nadal używane. Został opracowany przez Cisco System.